# Patrice Lagisquet
Pas d'image ? Cliquez ici

a Compétitions nationales et continentales officielles uniquement.

b Matchs officiels uniquement.
Dernière mise à jour le 15 décembre 2017.
Patrice Lagisquet, né le 4 septembre 1962 à Arcachon, est un joueur et entraîneur français de rugby à XV ayant occupé le poste d'ailier gauche.
En club, il est titré champion de France à trois reprises avec le Biarritz olympique.

## Biographie

### Carrière de joueur
Formé à l'UA Gujan-Mestras, Patrice Lagisquet évolue au CA Bègles de 1980 à 1982[réf. nécessaire].
Il rejoint ensuite l'Aviron bayonnais en 1982[réf. nécessaire].
Son premier match en équipe de France a lieu contre l'Australie à Clermont-Ferrand, le 13 novembre 1983 et son dernier fut contre la Roumanie à Béziers, le 4 octobre 1991. Au total, il marque 20 essais en sélection dont 4 en Coupe du monde et 9 lors du tournoi des cinq nations entre 1983 et 1991.
Le 7 octobre 1987, il joue son premier match avec les Barbarians français contre le Penarth RFC à Penarth au pays de Galles. Les Baa-Baas l'emportent 48 à 13. Cinq ans plus tard, le 31 octobre 1992, il joue de nouveau avec les Barbarians français contre l'Afrique du Sud à Lille. Les Baa-Baas s'imposent 25 à 20. Le 11 novembre 1993, il est invité avec les Barbarians français pour jouer contre l'Australie à Clermont-Ferrand. Les Baa-Baas s'inclinent 26 à 43.
En 1992[réf. nécessaire], il rejoint le Biarritz olympique au sein duquel il restera jusqu'en 1997[réf. nécessaire].
En 1994, il participe à la tournée des Barbarians français en Australie. Le 29 juin 1994, il joue contre les Barbarians australiens au Sydney Cricket Ground. Les Baa-Baas français s'imposent 29 à 20. Le 6 septembre 1994, il joue de nouveau avec les Barbarians français contre les Barbarians au Stade Charlety à Paris. Les Baa-Baas s'imposent 35 à 18.

### Carrière d'entraîneur
Il se retire du poste d'entraîneur du Biarritz olympique avant la fin de la saison 2008-2009. De 2009 à 2011, il est consultant dans l'émission Les Spécialistes rugby sur Canal+ Sport.
Après 3 ans de relative inactivité rugbystique, il fait son retour au sein du Biarritz olympique en tant que directeur du rugby pour la saison 2011-2012. Il laisse ce poste au bout d'un an pour devenir entraîneur-adjoint de Philippe Saint-André en équipe de France, poste qu'il conserve jusqu'au terme de la Coupe du monde de rugby à XV 2015.
Après ce passage en sélection, Lagisquet collabore bénévolement avec l'équipe espoirs de l'Aviron bayonnais. En mai 2016, il devient avec Hervé Durquety entraîneur du Saint-Pée Union Club de Saint-Pée-sur-Nivelle, un club amateur jouant au sixième niveau national. À l'été 2019, il est nommé à la tête de la sélection nationale du Portugal, entouré d'Hervé Durquety et Olivier Rieg. En novembre 2022, le Portugal se qualifie pour la coupe du monde 2023. Durant la compétition, la sélection lusitanienne se distingue par son jeu de qualité, décrit par la presse comme audacieux et offensif, et déjoue les pronostics en terminant quatrième de sa poule devant la Géorgie avec laquelle elle a fait match nul (18-18) et au bénéfice d'une première victoire historique en coupe du monde face aux Fidji (24-23). Sa mission à la tête de la sélection portugaise prend fin à l'issue de la Coupe du monde, laissant sa place à Sébastien Bertrank.
| Saison      | Club               | Division     | Poste              | Classement                                     | Coupe d'Europe             | Challenge européen              |
| ----------- | ------------------ | ------------ | ------------------ | ---------------------------------------------- | -------------------------- | ------------------------------- |
| 1997 - 1998 | Biarritz olympique | 1re division | Entraineur         | 6e Poule 1                                     | -                          | Éliminé en poule                |
| 1998 - 1999 | Biarritz olympique | 1re division | Entraineur         | 2eme-poule 1, 3eme-dans la phase qualificative | -                          | Éliminé en poule                |
| 1999 - 2000 | Biarritz olympique | 1re division | Entraineur         | Éliminé en quart de finale                     | -                          | Éliminé en quart-de-finale      |
| 2000 - 2001 | Biarritz olympique | 1re division | Entraineur         | Éliminé en demi-finale                         | Éliminé en quart-de-finale | -                               |
| 2001 - 2002 | Biarritz olympique | Top 16       | Entraineur         | Champion de France                             | Éliminé en poule           | -                               |
| 2002 - 2003 | Biarritz olympique | Top 16       | Entraineur         | Éliminé en demi-finale                         | Éliminé en quart-de-finale | -                               |
| 2003 - 2004 | Biarritz olympique | Top 16       | Entraineur         | 3e Poule 2, 3eme du Top 8                      | Éliminé en demi-finale     | -                               |
| 2004 - 2005 | Biarritz olympique | Top 16       | Entraineur         | Champion de France                             | Éliminé en demi-finale     | -                               |
| 2005 - 2006 | Biarritz olympique | Top 14       | Entraineur         | Champion de France                             | Défaite en finale          | -                               |
| 2006 - 2007 | Biarritz olympique | Top 14       | Entraineur         | Éliminé en demi-finale                         | Éliminé en quart-de-finale | -                               |
| 2007 - 2008 | Biarritz olympique | Top 14       | Entraineur         | 6e                                             | Éliminé en poule           | -                               |
| 2011 - 2012 | Biarritz olympique | Top 14       | Directeur du rugby | 9e                                             | Éliminé en poule           | Vainqueur du Challenge européen |

| Année | Sélection | Tournoi     | Poste    | Classement IRB à la fin de l'année | Tournoi | Coupe du monde               |
| ----- | --------- | ----------- | -------- | ---------------------------------- | ------- | ---------------------------- |
| 2012  | France    | Six Nations | Arrières | 4e                                 | 4e      | -                            |
| 2013  | France    | Six Nations | Arrières | 5e                                 | 6e      | -                            |
| 2014  | France    | Six Nations | Arrières | 7e                                 | 4e      | -                            |
| 2015  | France    | Six Nations | Arrières | 7e                                 | 4e      | Éliminée en quarts de finale |

## Palmarès

### En tant que joueur
- Finaliste de la Coupe du monde en 1987
- Vainqueur du Tournoi des Cinq Nations en 1988 (ex æquo avec le pays de Galles) et en 1989

### En tant qu'entraîneur
- Vainqueur du Challenge européen en 2012
- Finaliste de la Coupe d'Europe en 2006
- Vainqueur du Championnat de France en 2002, 2005 et 2006
- Vainqueur de la Coupe de France en 2000
- Finaliste de la Coupe de la Ligue en 2002

### Distinctions personnelles
- Oscars du Midi olympique :  Oscar d'Argent 1990
- Oscars du Midi olympique :  Oscar d'Argent du meilleur entraîneur français en 2002
- Oscars du Midi olympique :  Oscar d'Argent du meilleur entraîneur français en 2005
- Nuit du rugby 2005 : Meilleur staff d'entraîneur du Top 14 (avec Jacques Delmas) pour la saison 2004-2005
- Oscars du Midi olympique :  Oscar d'Or du meilleur entraîneur français en 2006
- Nuit du rugby 2006 : Meilleur staff d'entraîneur du Top 14 (avec Jacques Delmas) pour la saison 2005-2006
- Oscars du Midi olympique :  Oscar de Bronze du meilleur entraîneur français en 2007

## Statistiques

### En équipe nationale
- 46 sélections de 1983 à 1991
- Participation aux Tournois des Cinq Nations de 1984, 1988, 1989, 1990 et 1991
- Tournées en Nouvelle-Zélande (1984), Argentine, Australie et Nouvelle-Zélande (1986), Argentine (1988), Nouvelle-Zélande (1989), Australie (1990) et États-Unis (1991)

Patrice Lagisquet détient le record du nombre d'essais inscrits lors d'une rencontre de l'équipe de France avec sept réalisations ; néanmoins, cette rencontre n'a pas le statut de test-match, l'équipe de France disputant ce match en tant que « France XV ».

#### Tournoi des Cinq Nations
| Édition           | Rang | Résultats France | Résultats Lagisquet | Matchs Lagisquet |
| ----------------- | ---- | ---------------- | ------------------- | ---------------- |
| Cinq Nations 1984 | 2    | 3 v, 0 n, 1 d    | 2 v, 0 n, 0 d       | 2/4              |
| Cinq Nations 1988 | 1    | 3 v, 0 n, 1 d    | 2 v, 0 n, 1 d       | 3/4              |
| Cinq Nations 1989 | 1    | 3 v, 0 n, 1 d    | 3 v, 0 n, 1 d       | 4/4              |
| Cinq Nations 1990 | 3    | 2 v, 0 n, 2 d    | 2 v, 0 n, 2 d       | 4/4              |
| Cinq Nations 1991 | 2    | 3 v, 0 n, 1 d    | 2 v, 0 n, 0 d       | 2/4              |

Légende : v = victoire ; n = match nul ; d = défaite ; la ligne est en gras quand il y a Grand Chelem.

#### Coupe du monde
| Édition                            | Rang               | Résultats France | Résultats Lagisquet | Matchs Lagisquet |
| ---------------------------------- | ------------------ | ---------------- | ------------------- | ---------------- |
| Nouvelle-Zélande et Australie 1987 | Finaliste          | 4 v, 1 n, 1 d    | 3 v, 1 n, 1 d       | 5/6              |
| Royaume-Uni 1991                   | Quart-de-finaliste | 3 v, 0 n, 1 d    | 1 v, 0 n, 0 d       | 1/4              |

Légende : v = victoire ; n = match nul ; d = défaite.

## Anecdotes
Selon une légende, Patrice Lagisquet aurait couru le 100 mètres en 10 secondes et 2 dixièmes, un chronométrage proche du record du monde du 100 mètres de l'époque.
Il est le fondateur de l'association Chrysalide (enfance handicapée).